# Chaunax nudiventer
Chaunax nudiventer is een straalvinnige vissensoort uit de familie van de chaunaciden (Chaunacidae). De wetenschappelijke naam van de soort is voor het eerst geldig gepubliceerd in 2010 door Ho & Shao.